# Base de Défense
Pour les articles homonymes, voir BDD.
Une base de Défense (BdD) est une aire géographique au sein de laquelle les formations du ministère des Armées français bénéficient de soutiens mutualisés et coordonnés et de l'administration générale par un ou plusieurs groupements de soutien de base de Défense (GSBdD). Dans chaque base, un officier, relevant du chef d’État-Major des armées et portant le titre de commandant de base de Défense, assure la coordination locale des soutiens délivrés (santé, essences, systèmes d'information et de communication, infrastructure...).
Un groupement de soutien de base de Défense (GSBdD) est un organisme interarmées de l'Armée française, relevant du chef d'État-Major des armées. Seule formation administrative disposant de l'autonomie financière au sein d'une base de Défense (BdD), le GSBdD assure des fonctions mutualisées d'administration générale et de soutien commun (AGSC). Selon la taille de la BdD et la nature des missions des unités soutenues, le groupement de soutien peut être dirigé par un officier général, un officier supérieur ou un agent civil de catégorie A du ministère de la Défense.

## Historique

### Les raisons de cette révolution
Les raisons ayant conduit à ces changements sont les souhaits de satisfaire les besoins suivants :
- rationaliser les soutiens pour réduire les coûts ;
- réinjecter les économies dégagées dans le budget des armées pour renforcer le niveau d’efficacité opérationnelle (notamment grâce au renouvellement des équipements) ;
- améliorer la condition du personnel ;
- participer sans faillir au soutien des unités.

Depuis 1996, l'Armée française est entrée dans une nouvelle ère, celle de la professionnalisation et de la modernisation. Avec la réorganisation du ministère, elle connaît  aujourd’hui une profonde transformation. Décidée par le président de la République sous la double impulsion du Livre blanc et de la Révision générale des politiques publiques (RGPP) et dans le respect de la nouvelle loi de programmation militaire (LPM), la rationalisation de l’administration générale et du soutien commun (AGSC) a été mise en œuvre il y a bientôt deux ans. Elle vise à adapter les capacités opérationnelles des armées aux exigences économiques notamment en réduisant le coût global de soutien et de fonctionnement.

#### La base de Défense: un des moyens de la réforme
Une part importante des réductions de poste de la loi de programmation militaire 2008-2013 ont été réalisés au sein des fonctions de soutien, par la mise en place d’une organisation en base de Défense. Si la mise en place des BdD est aujourd’hui le projet le plus connu, elle ne constitue qu’une partie d’un changement plus global dont l’objectif est de réduire les coûts de fonctionnement.
Le déploiement des BdD s'est fait par le biais de la restructuration des fonctions achats/finances et RH, de la convergence des systèmes d’information et de communication pour pallier la réduction des effectifs, de la création des centres médicaux des armées et de la  réorganisation de la fonction infrastructure.

#### La base de Défense: un modèle de réorganisation qui se veut pragmatique
Conduite sous l’autorité du CEMA, la mise en œuvre des bases de Défense fait partie intégrante de la nouvelle organisation interarmées du soutien (OIAS) dont l’enjeu est la rationalisation des moyens logistiques, financiers et humains, mais dont la finalité reste avant tout le gain financier dégagé par cette « révolution ». L’objectif des bases de Défense, de permettre aux forces de se recentrer sur leur activité opérationnelle, reste secondaire et non pas une finalité en soi.
L’organisation en bases de Défense vise à garantir le soutien de toutes les formations et organismes du ministère de la Défense rattachés à la BdD (armées, DGA, SGA) dans le cadre :
- du soutien général à l’activité métier ;
- des entraînements ;
- de la formation ;
- des exercices ;
- et pour les missions opérationnelles, en France et à l’étranger.

### Mise en œuvre
Les groupements de soutien de base de Défense, comme les bases de Défense, font l'objet d'une mise en œuvre progressive en trois phases :
- phase expérimentale (2009) au cours de laquelle les GSBdD créés ont été nommés groupements de soutien de bases de Défense expérimentales (GSBdDe) ;
- phase pilote (2010) au cours de laquelle les GSBdD sont nommés groupement de soutien de bases de Défense pilotes (GSBdDp) ;
- généralisation (à compter du 1er janvier 2011), groupements de soutien de bases de Défense (GSBdD) de plein exercice.

#### 2009: expérimentation - phase I
Mise en œuvre et premier retour d’expérience
Il s’agissait de tester la capacité des unités et des chaînes métiers à réaliser les mutations administratives, financières et organiques nécessaires à la mise en place de cette nouvelle architecture, tout en préservant la qualité du service rendu aux formations soutenues au sein de la BdD. 
Conformément à la lettre de mission qui leur a été adressée par le CEMA, les COMBdD ont, tout au long de cette phase, identifié les bonnes pratiques et conduit leur plan d’action. Les enseignements de cette phase initiale de l'expérimentation ont été recueillis au cours du premier retour d'expérience effectué à l'été 2009. Ils ont été traduits dans une directive définissant les modalités d'organisation et de fonctionnement pour les bases de Défense pilotes créées au 1er janvier 2010. 
Par arrêté du 24 décembre 2008, 11 GSBdDe ont été créés au 1er janvier 2009 (l'armée référente est indiquée entre parenthèses) :
- le GSBdDe d'Aubagne (Armée de terre, Légion étrangère) ;
- le GSBdDe d'Avord (Armée de l’air) ;
- le GSBdDe de Brest (Marine nationale) ;
- le GSBdDe de Clermont-Ferrand (Armée de terre) ;
- le GSBdDe de Creil (Armée de l’air) ;
- le GSBdDe de Djibouti (Armée de l’air, outre-mer) ;
- le GSBdDe de La Valbonne (Armée de terre) ;
- le GSBdDe de Marseille (Armée de terre) ;
- le GSBdDe de Nancy (Armée de l’air) ;
- le GSBdDe de Rennes (Armée de terre) ;
- le GSBdDe de Valence (Armée de terre).

#### 2010: expérimentation - phase II
Passage des « BdD expérimentales » aux « BdD Pilotes » 
L'expérimentation se poursuit en 2010 avec la phase pilote et la création de 7 nouvelles bases de Défense. Avec les 11 bases expérimentales déjà existantes, elles constituent la génération des 18 bases pilotes qui permettront d’approfondir les organisations et les procédures, préalable indispensable au déploiement de la totalité des bases de Défense de plein exercice en 2011. 
Cette phase pilote a été ponctuée d'un second retour d'expérience en février 2010 qui a permis de dresser le bilan du processus budgétaire sur un exercice complet. Un troisième et dernier retour d’expérience s’est déroulé au mois de juin 2010.
Par arrêté du 16 décembre 2009, 18 GSBdDp (11 anciens GSBdDe et 7 nouveaux groupements) ont été créés au 1er janvier 2010 (l'armée référente est indiquée entre parenthèses) :
- le GSBdDp d'Aubagne (Armée de terre, Légion étrangère)
- le GSBdDp d'Avord (Armée de l’air) ;
- le GSBdDp de Besançon (Armée de terre) ;
- le GSBdDp de Brest (Marine nationale) ;
- le GSBdDp de Cherbourg (Marine nationale) ;
- le GSBdDp de Clermont-Ferrand (Armée de terre) ;
- le GSBdDp de Coëtquidan (Armée de terre) ;
- le GSBdDp de Creil (Armée de l’air) ;
- le GSBdDp de Djibouti (Armée de l’air, outre-mer) ;
- le GSBdDp de La Réunion-Mayotte ;
- le GSBdDp de La Valbonne (Armée de terre) ;
- le GSBdDp de Marseille (Armée de terre) ;
- le GSBdDp de Montlhéry (Armée de terre) ;
- le GSBdDp de Nancy (Armée de l’air) ;
- le GSBdDp de Pau (Armée de terre) ;
- le GSBdDp de Rennes (Armée de terre) ;
- le GSBdDp de Rochefort-Saintes-Cognac (Armée de l’air) ;
- le GSBdDp de Valence (Armée de terre).

#### 2011: le déploiement - phase III
Le déploiement de la totalité des 60 bases de Défense retenues est réalisé depuis le 1er janvier 2011. Ces dernières sont montées en puissance progressivement au cours du 1er semestre 2011 afin d’assurer la totalité de leurs responsabilités une fois la période de mutations estivales 2011 achevée. Les difficultés importantes rencontrées, tant culturelles que pratique, ne peuvent remettre en cause ce déploiement. Cette phase permet également de déployer la chaîne OIAS de commandement centralisé.
Soixante bases de Défense sont déployées à partir du 1er janvier 2011, avec les groupements de soutien associés :
- le GSBdD de Calvi (Armée de terre, Légion étrangère) ;
- le GSBdD de Saint-Christol (Armée de terre, Légion étrangère) ;
- le GSBdD de Toulon (Marine nationale, Armée de terre) ;
- le GSBdD de Grenoble-Annecy-Chambéry (Armée de terre, Armée de l’air).

## Les BdD: typologie et liste

### Type 1
Base de défense soutenant une seule formation majeure à laquelle peuvent se rajouter des micro-organismes relevant d'autres subordinations. Elles sont au nombre de 8 :
- Brive BLG
- Calvi CVI
- Charleville-Mézières CVM
- Évreux EVX
- Gap GAP
- Mont-de-Marsan MDM
- Saint-Christol STC
- Ventiseri - Solenzara VTI

### Type 2
Base de Défense soutenant plusieurs formations et organismes importants, relevant, ou non, de subordinations différentes. Elles sont au nombre de 40 :
- Angers - Le Mans Saumur AMS
- Angoulême AGE
- Belfort BFT
- Besançon BSN
- Bordeaux - Mérignac BDX
- Bourges - Avord BGA
- Carcassonne CCN
- Cazaux CZX
- Cherbourg-en-Cotentin CBG
- Clermont-Ferrand CFD
- Colmar CLR
- Creil CRL
- Dijon DIJ
- Draguignan DGN
- Épinal - Luxeuil LXE
- Grenoble - Annecy – Chambéry GVC
- Istres - Salon-de-Provence ISP
- Lille LLE
- Lyon Valence La Valbonne LVV
- Marseille - Aubagne MRS
- Metz MTZ
- Montauban - Agen MTN
- Montlhéry MHY
- Mourmelon - Mailly MNM
- Nancy NCY
- Nîmes - Orange - Laudun NMO
- Orléans - Bricy OAN
- Pau - Bayonne - Tarbes PAU
- Phalsbourg PBG
- Poitiers - Saint-Maixent SMP
- Rennes RNS
- Rochefort - Cognac RSC
- Saint-Dizier - Chaumont SDC
- Strasbourg - Haguenau SGH (incluant les forces françaises et l'élément civil stationnés en Allemagne)
- Toulouse - Castres TLS
- Tours TRS
- Vannes - Coëtquidan CQV
- Verdun VRN

### Type 3
Base de Défense soutenant un effectif important (plus de 10 000 personnes) ou correspondant à des situations particulières. Elles sont au nombre de 3 :
- Brest - Lorient BSL
- Île-de-France IDF
- Toulon TLN

### Type 4
Base de Défense soutenant des forces de souveraineté ou des forces de présence. Elles sont au nombre de 9 :
- Forces de souveraineté 
  - Antilles
  - Guyane
  - La Réunion - Mayotte
  - Nouvelle-Calédonie
  - Polynésie française
- Forces de présence
  - Djibouti, “base des forces françaises de Djibouti”
  - Émirats arabes unis, “base des forces françaises aux Émirats arabes unis”
  - Gabon, “base des forces françaises au Gabon”
  - Sénégal, “base des éléments français au Sénégal”

## Responsabilités

### Niveau central
À travers ce nouveau schéma d’organisation, l’EMA veut passer d’un système différencié entre armées et services à une chaîne ultra-centralisée, interarmées et interservices du soutien. Contrairement aux précédentes réorganisations, conçues de façon organique et verticale, cette nouvelle organisation interarmées du soutien (OIAS) créée une chaîne horizontale interarmées destinées à regrouper près de 30 000 personnes à terme, dont une grande majorité de spécialistes, militaires et civils.
Au regard de la nouvelle organisation de l’EMA, le sous-chef d'état-major « soutien » est le commandant interarmées du soutien (COMIAS) et les chefs de formations soutenues.
Dans ce cadre :
- il exerce une autorité directe sur les commandants de base de Défense (Com BdD) et les échelons intermédiaires expérimentaux ; il arbitre les décisions dans le domaine de l’administration générale et du soutien commun (AGSC) ;
- il coordonne l’action des services interarmées (le service de santé des armées, le service des essences des armées, la direction interarmées des réseaux d’infrastructure et des systèmes d’information, le nouveau service du commissariat des armées, et le futur service interarmées des munitions).

Le COMIAS dispose d’un centre interarmées de coordination des soutiens (CICoS) qui l’appuie dans sa mission de commandement et de coordination Le CPCS est placé aux ordres d’un officier général, adjoint du COMIAS. 
Le CPCS se voit confier, pour le compte du COMIAS, deux types de missions :
- faire appliquer les ordres de commandement et assurer la liaison avec les composantes de la chaîne organique du COMIAS (commandant des bases de Défense, groupements de soutien des bases de Défense, échelons intermédiaires le cas échéant) ; garantir un pilotage resserré et réactif du soutien AGSC ; il s’agit de s’assurer de la satisfaction au quotidien du besoin des organismes et formations soutenus dans le cadre des bases de Défense dans le domaine de l'administration générale et du soutien commun, et également de veiller à la mise à disposition des moyens humains et matériels nécessaires aux forces pour leur préparation opérationnelle et leur projection ;
- assister le COMIAS afin de coordonner le soutien fourni par sa chaîne dans le cadre de l’AGSC avec ceux relevant des services de soutien interarmées spécialisés.

### Niveau local

#### La Base de Défense
La base de Défense a pour mission d’assurer l’administration générale, le soutien commun et spécialisé des formations implantées dans son secteur de responsabilité administrative
Elle comprend : 
- le commandant de la base de Défense (COM BdD) ;
- le chef du groupement de soutien de la base de Défense (Com GSBdD) ;
- les services (budget de fonctionnement courant, actes administratifs, ressources humaines, action sociale, communication, soutien santé, une partie du maintien en condition, transports, carburants, moyens généraux, alimentation, loisirs, infrastructure, habillement, informatique courante, moyens commun d’instruction, service général et sécurité)
- des formations et unités de taille variées (régiment, école, état-major, mais aussi centre centres de la DGA et du SGA, etc.) ;
- des soutiens spécialisés (USID, DIRISI, CMA, etc.).

Toutes les bases de Défense sont liées aux unités qu’elles soutiennent avec un objectif de performance et un suivi qualité. Ces contrats incluent le soutien opérationnel des unités de la base de Défense en mission, en France et à l’étranger. 
Une partie seulement du personnel de soutien qui arme les BdD est amené à être projeté pour assurer le soutien des forces en opération, mais ce n’est pas là sa vocation première puisque, réduit au plus strict minimum, il ne pourra délaisser son poste AGSC au profit d’une projection. C’est une des limites de ce système.
Ces bases, n’étant dépositaires d’aucune filiation historique, ne sont pas prévues d'être dotées d’un drapeau mais comme tous les organismes interarmées auront un fanion d'unités. Les insignes seront quant à eux, normés par le service historique de la Défense.  

#### Le Com BdD
Les responsabilités du Com BdD s’exercent sur les « fonctions d’administration générale et de soutien commun » (AGSC) ainsi que sur la coordination des soutiens spécialisés au profit de la totalité des formations stationnées dans son aire de responsabilité. Il dépend hiérarchiquement de la chaîne spécifique chargée du soutien (le COMIAS). Il n’est donc pas l’autorité d’emploi de ces formations qui relèvent de leur chaîne opérationnelle (ou chaîne métier) propre.
Il n'est pas commandant de formation (ou chef de corps) dans ses fonctions de COMBdD. Seul le chef du GSBdD est commandant de formation.
De plus, il a vocation à être le principal point de contact de la Défense vis-à-vis de l’environnement et des institutions civiles locales. Il peut cumuler sa fonction de Com BdD avec celle de commandant d’armes (ou commandant d’armes adjoint) ou avec celle de délégué militaire départemental, mais chacun de ces rôles reste bien distinct. Enfin, il est le garant d’un soutien interarmées organisé en fonction des priorités opérationnelles.
Conformément à la lettre de mission qui leur a été adressée par le COMIAS, les Com BdD garantissent le soutien des formations dans un esprit de performance et de suivi qualité. Ils définissent un plan d’action pour l’année 2010 en ciblant cinq principaux objectifs :
- assurer la continuité du soutien conformément à l’activité de chaque formation ;
- veiller à la préparation opérationnelle du personnel de soutien ;
- développer la concertation avec les formations soutenues ;
- identifier les marges de bénéfice dans le budget de fonctionnement de la BdD ;
- mettre en place des dispositifs d’évaluation afin de mesurer les gains réalisés.

Chargé d'assurer l'efficience et l'appropriation de ce nouveau système par le personnel de la BdD, ils prennent en compte la dimension humaine des transformations.

#### Le GSBdD et le Chef du GSBDD
Les services d'administration générale et de soutien commun de la base de Défense sont organisés au sein d’un groupement de soutien (GSBdD). Le GSBdD est une formation administrative dotée de l'autonomie financière. Le chef du GSBdD est chef d'établissement, employeur de personnel, responsable de toute la partie HSCT (hygiène et sécurité du travail) au sein de sa formation. Il est également pouvoir adjudicateur au sens du code des marchés publics (dans la limite des délégations consenties), ordonnateur répartiteur du matériel de la Défense et autorité militaire de premier niveau. Le GSBdD doit répondre aux besoins exprimés par les formations présentes dans l'aire de responsabilité de la base. La structure de ce groupement est imposée à partir d’un modèle générique défini par l’EMA sur une enveloppe réduite en effectif.
Cette structure est décomposée en quatre grands services, à savoir le SAP (service administration personnel), le SAF (service achat finances), le SSV (service soutien vie) et le SSC (service soutien commun).

#### Les fonctions AGSC
Les fonctions AGSC recouvrent notamment :
- l'administration des ressources humaines et de la solde ;
- la comptabilité des matériels communs ;
- les finances ;
- l'administration des déplacements ;
- les achats ;
- l'habillement, le campement, l'ameublement ;
- la restauration, les loisirs, l'hébergement, l'hôtellerie ;
- le suivi des marchés de soutien commun (espaces verts...) ;
- la suppléance engagement et transport ;
- le transport local ;
- la maintenance infrastructure de niveau I ;
- le courrier ;
- la maintenance des matériels commissariat ;
- la distribution du carburant terrestre ;
- la sécurité et le gardiennage ;
- la reprographie ;
- le nettoyage des locaux.

En 2023, la cour des comptes note que le parc des logements dédiés aux militaires célibataires au sein des enceintes militaires (casernes, bases aériennes, etc.) est « vieillissant, voire dégradé, et dans certains endroits, les places sont insuffisantes. Un plan ambitieux pour la rénovation de l’existant et la construction de nouveaux bâtiments a été lancé en 2019 avec 1,2 milliard d'euros d'investissements. Si des progrès encourageants sont notés, une part encore importante du parc demeure en mauvais état. De plus, la coordination entre les armées et les services concernés par la maintenance et la gestion du parc est encore insuffisante, et l'offre d’hébergement a besoin d'être harmonisée ».